# Veľké Bierovce
Veľké Bierovce (in tedesco Grossbirowitz, in ungherese Nagybiróc) è un comune della Slovacchia facente parte del distretto di Trenčín, nella regione omonima.
È citata per la prima volta in un documento storico nel 1332 con il nome di Bur e Bir.